# 一位母親
《一位母親》（A Mother）是詹姆士·喬伊斯的一篇短篇小說，收錄於《都柏林人》這部小說集。

何洛漢（Holohan）是「愛爾蘭萬歲」委員會（Irish cultural society）的助理秘書，正安排一系列的音樂會，他天生瘸了一條腿，朋友們稱他「跛腳何」。他靠齊爾尼太太（Kearney）來安排一切，齊爾尼太太本名是戴爾文，生性高傲，當年因負氣嫁給齊爾尼先生，是一位住在歐蒙碼頭附近的皮鞋商人。齊爾尼夫婦把長女凱薩琳（Kathleen）送到一間著名的教會學校去學法文和音樂，專長是鋼琴。何洛漢知道這件事，邀請她女兒為委員會在安田音樂廳舉辦的一連四場大型音樂會擔任伴奏。齊爾尼太太滿口答應，並簽下合約，酬勞總共是八基尼。音樂會被排在星期三、四、五、六等四天演出。星期三晚上，齊爾尼太太和她女兒到達安田音樂廳，見到招待人員都無精打采，大廳裡的觀眾也不多。齊爾尼太太問何洛漢這是怎麼一回事。他說四場音樂會太多了，而藝人們的水準更差。不到十點鐘，音樂會便草草結束。
至於星期四晚上的音樂會，觀眾較昨天踴躍一些，但看到現場一堆垃圾，齊爾尼太太頗為不悅。齊爾尼太太得知星期五的演出被取消了，因為委員會必須保證星期六的演出能賣個滿座，齊爾尼太太要求她的女兒能拿到四場的酬勞。星期六當晚卻下起雨來。這一天晚上，齊爾尼太太要求何洛漢先生預付這四場演奏會的酬勞。何洛漢先生對此表示訝異說，這件事由費茲派翠克（Fitzpatrick）先生負責，雙方僵持不下。齊爾尼太太說：「沒拿到錢，她就不上臺。」於是費茲派翠克拿著四張銀行支票交給齊爾尼太太，告訴她另外一半，中場休息時再給。齊爾尼太太說：「還少四先令。」這時女兒凱薩琳說：「貝爾先生，請吧！」於是節目開始上場。
前半場節目結束，情況頗為順利，但是化妝室裡仍吵得不可開交。《自由人報》的記者歐馬登先生說，這是他生平所見過最丟臉的演出。費茲派翠克和何洛漢找到齊爾尼太太，告訴她說委員會下個禮拜二開會後再決定支付四基尼；但是如果她女兒後半場不出場伴奏的話，那麼委員會將視同毀約，不再付任何款項。齊爾尼太太憤怒地堅持她女兒手上有合約，一定要先把四磅八先令交出來，否則她就不上場。於是何洛漢跟齊爾尼太太起了衝突，齊爾尼太太嘲笑他是“沒用的大混蛋”，何洛漢說嗔道：“我以為妳是淑女”。希利小姐最後代替她女兒上場演奏。齊爾尼太太滿臉怒容，竟把女兒帶走，臨行前說：「我跟你還沒完呢！」何洛漢回應她說「但是我跟你已經完了，」凱薩琳跟著母親離去。何洛漢氣得在房間裡不停踱步，歐馬登告訴他說：「你處理得很好」。